# La estrella azul
Pour plus de détails, voir Fiche technique et Distribution.
La estrella azul est un film espagnol réalisé par Javier Macipe, sorti en 2023.

## Synopsis
Dans les années 1990, le musicien aragonais Mauricio Aznar quitte son groupe de rock et voyage en Amérique latine pour se reconnecter avec son amour de la musique.

## Fiche technique
- Titre : La estrella azul
- Réalisation : Javier Macipe
- Scénario : Javier Macipe
- Musique : Peteco Carabajal et Alicia Morote
- Photographie : Álvaro Medina
- Montage : Nacho Blasco et Javier Macipe
- Production : Simón de Santiago, Hernán Musaluppi, Lilia Scenna et Alejandro Garín
- Société de production : Mod Producciones, El pez amarillo, Cimarron, La Charito Films, Prisma Cine, Aragon TV, Movistar Plus+ et Radiotelevisión Española
- Pays de production :  Espagne et  Argentine
- Genre : Drame et biopic
- Durée : 129 minutes
- Dates de sortie : 
  - Espagne : 25 septembre 2023 (Festival international du film de Saint-Sébastien), 23 février 2024

## Distribution
- Pepe Lorente : Mauricio Aznar
- Cuti Carabajal : Carlos Carabajal
- Mariela Carabajal : Andrea Carabajal
- Demi Carabajal : lui-même
- Miriam Gutiérrez : Zita Carabajal
- Noelia Verenice Díaz : Florcita Carabajal
- Marc Rodríguez Naque : Pedro
- Bruna Cusí : Ana
- Catalina Sopelana : Mara
- Aitor Domingo : Gabriel
- Pablo Carabajal : lui-même
- Peteco Carabajal : lui-même
- Coya Chavero : Atahualpa Yupanqui

## Distinctions
Le film a été nommé pour huit prix Goya et en a reçu deux : meilleur nouveau réalisateur et meilleur espoir masculin pour Pepe Lorente.